# عبد المنعم محمد الزيادي
عبد المنعم محمد الزيادي (توفي سنة 1992) ، هو صحافي وكاتب ومترجم مصري معروف وقد بدأ عمله الصحافي في مجلة الإثنين بدار الهلال، ثم اصدر المجلة النفسية حياتك وترأس تحريرها. كذلك عمل في مجال التأليف والترجمة، حيث كتب وترجم العديد من الكتب.

## وفاته
توفي سنة 1992 بالولايات المتحدة الأمريكية.

## من أعماله
- كتاب: الزواج السعيد (1961).
- كتاب: اين السعادة.

### ترجمة
- ترجمة لكتاب: دع القلق وابدأ الحياة
- ترجمة لكتاب: كيف تكسب الأصدقاء وتؤثر في الناس
- ترجمة لكتاب: اتح لنفسك فرصه (كتاب)
- ترجمة لكتاب: استيقظ وعش (كتاب).
- ترجمة لكتاب: طريقك إلى السعادة (كتاب).[3]